# Якумо (станция)
Станция Якумо (яп. 八雲駅 якумо эки) — железнодорожная станция в японском посёлке Якумо, обслуживаемая компанией JR Hokkaido. Поезда «Хокуто» останавливаются на этой станции.

## История
Станция Якумо была открыта 3 ноября 1903 года. С приватизацией JNR она перешла под контроль JR Hokkaido.

## Линии
- JR Hokkaido
  - Главная линия Хакодате